# تئاتر والتر کر
تئاتر والتر کر (انگلیسی: Walter Kerr Theatre) یک سالن تئاتر متعلق به گروه تئاترهای جوجمسین در شهر نیویورک، آمریکا است.
این تئاتر که در سال ۱۹۲۹ تاسیس شده در منطقه تئاتر برادوی قرار دارد و دارای ۹۷۵ نفر ظرفیت است.

## نگارخانه

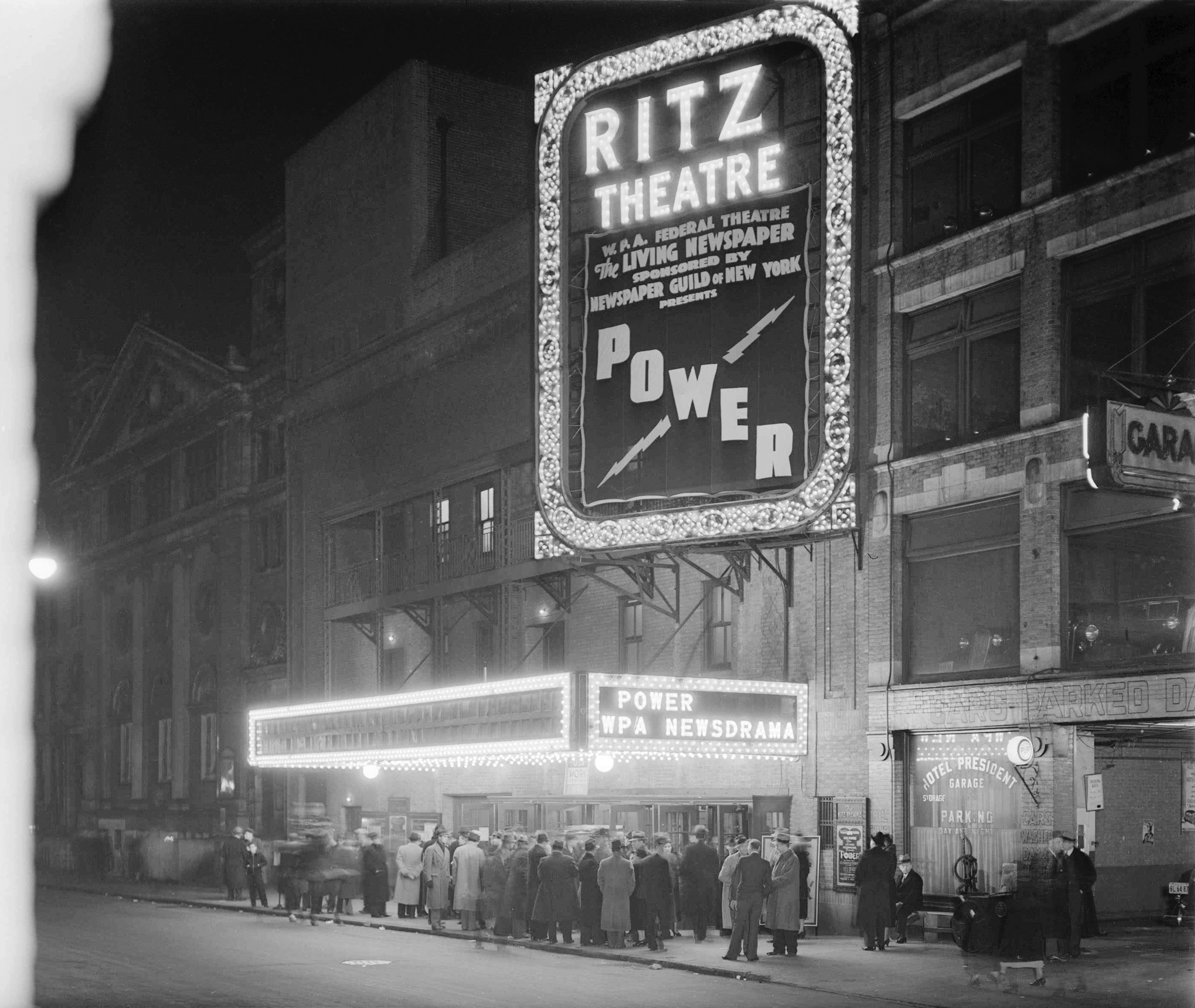
۱۹۳۷
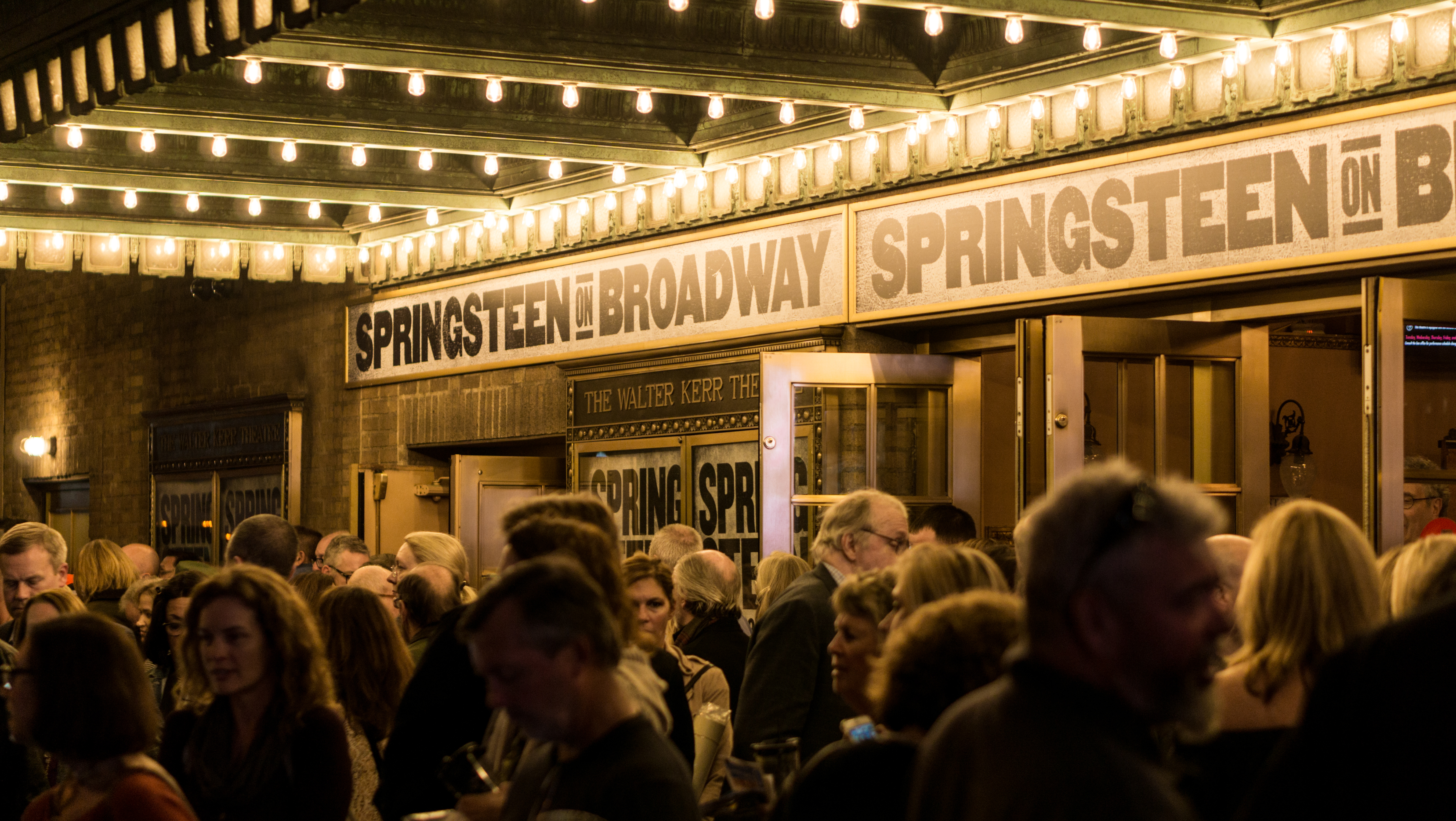